# تپه عمویوردو ۳
تپه عمویوردو ۳ مربوط به دوره ساسانیان - اوایل دوران‌های تاریخی پس از اسلام است و در شهرستان بوئین‌زهرا، روستای شاخدار واقع شده و این اثر در تاریخ ۲۵ اسفند ۱۳۷۹ با شمارهٔ ثبت ۳۲۰۳ به‌عنوان یکی از آثار ملی ایران به ثبت رسیده است.